# Maclear (Mondkrater)
Maclear ist ein lavagefüllter Mondkrater im nordwestlichen Teil des Mare Tranquillitatis, einem Mare auf der östlichen Hälfte der Mondvorderseite. Der Krater liegt südöstlich des Ross-Kraters und südwestlich des Kraters Sosigenes. In einiger Entfernung nach Südsüdost erkennt man den Krater Arago. Der Satellitenkrater Maclear A ist rund 70 km entfernt.
Da Maclear fast gänzlich von den Rückständen basaltischer Lava bedeckt ist, sieht man nur einen schmalen Rand, der aus der Oberfläche des umgebenden Mare hervorragt. Dieser Rand ist nicht perfekt kreisrund, sondern weist auf seiner Westseite eine leichte, auswärtsgerichtete Ausbeulung auf. Andererseits ist er in seiner Breite relativ gleichförmig und nicht übermäßig erodiert.
Der Krater bildet das südliche Ende einer Mondrille, die ihrerseits zu einem Rillensystem entlang der  Westseite des Mare Tranquillitatis gehört. Das Rillensystem im Norden ist als Rimae Maclear bekannt, während die Rillen im Südsüdwesten als Rimae Sosigenes bezeichnet werden. Die Rimae MacLear erstrecken sich über eine Distanz von etwa 100 Kilometern und erreichen im Norden den Krater Al-Bakri am Rande des Mare.
Namensgeber ist Sir Thomas Maclear, zu dessen Ehren im Jahre 1961 die Benennung durch die Internationale Astronomische Union (IAU) erfolgte.
| Buchstabe | Position          | Durchmesser | Link |
| --------- | ----------------- | ----------- | ---- |
| A         | 11,3° N, 17,99° O | 5 km        |      |